# Martwa ręka (powieść)
Martwa ręka, czyli upadek hrabiego Monte Christo (port. A mão do finado) – powieść napisana przez portugalskiego pisarza Alfredo Possolo Hogana (1830-1865), wydana pierwszy raz w 1853 w Portugalii pod pseudonimem F. Le Prince, jej treść jest oparta na wątkach powieści Hrabia Monte Christo Aleksandra Dumasa. 
W tym samym roku ukazało się tłumaczenie francuskie pt. La main du défunt. Tłumaczenie duńskie zostało wydane dwa lata później.
Jeszcze w XIX wieku, w kolejnych wydaniach i tłumaczeniach, autorstwo Martwej ręki było przypisywane samemu A. Dumasowi, a książka była w niektórych krajach wydawana pod jego nazwiskiem (przykładowo, wydanie hiszpańskie z 1865 roku). Według autorów tej mistyfikacji Dumas rzekomo miał pozostawić notatki opisujące dalsze przygody hrabiego Monte Christo. Sam Dumas publicznie temu zaprzeczał i protestował, nigdy też nie potwierdził swego autorstwa Martwej ręki lub istnienia takich notatek. 
W Polsce powieść została wydana jako Martwa ręka autorstwa F. Le Prince'a już w 1883 roku, ale w edycji z 2018 roku (w anonimowym tłumaczeniu pod tytułem Martwa ręka, czyli upadek hrabiego Monte Christo) wydawnictwo MG jako autora powieści błędnie podało A. Dumasa.